# Клаус Якоб (веслувальник)
Клаус Якоб (нім. Klaus Jacob, 20 квітня 1943) — німецький академічний веслувальник.
Срібний призер Олімпійських Ігор 1968 року в складі розпашної четвірки зі стерновим.